# Římskokatolická farnost Nezamyslice u Horažďovic
Římskokatolická farnost Nezamyslice u Horažďovic je územním společenstvím římských katolíků v rámci sušicko-nepomuckého vikariátu českobudějovické diecéze.

## O farnosti

### Historie
První zmínka o Nezamyslicích je z roku 1045, kdy patřila k majetkům břevnovských benediktinů, kterým pak patřily až do husitských válek. Od roku 1341 zde existovala plebánie. Nezamyslicím se tehdy říkalo Bílý Kostel. V letech 1785–1789 existoval Nezamyslický vikariát. V letech 1859–1892 zde jako farář působil Jan Duben (v letech 1883–1889 poslanec Českého zemského sněmu). Ve 20. století přestal být do farnosti ustanovován sídelní kněz.

### Současnost
Farnost je administrována ex currendo z Horažďovic.
| Kostel                         | Místo       | Bohoslužba             | Bohoslužba             | Poznámka        |
| ------------------------------ | ----------- | ---------------------- | ---------------------- | --------------- |
| Kaple sv. Cyrila a Metoděje    | Čimice      | neslouží se pravidelně | neslouží se pravidelně | obecní kaple    |
| Kaple                          | Damětice    | neslouží se pravidelně | neslouží se pravidelně | obecní kaple    |
| Kaple sv. Anny                 | Domoraz     | neslouží se pravidelně | neslouží se pravidelně | obecní kaple    |
| Kaple sv. Antonína             | Frymburk    | neslouží se pravidelně | neslouží se pravidelně | obecní kaple    |
| Kostel sv. Filipa a Jakuba     | Hejná       | neslouží se pravidelně | neslouží se pravidelně | filiální kostel |
| Kaple Panny Marie              | Kejnice     | neslouží se pravidelně | neslouží se pravidelně | obecní kaple    |
| Kostel Nanebevzetí Panny Marie | Nezamyslice | neděle čtvrtek         | 11.00 16.30            | farní kostel    |
| Kaple sv. Erasma               | Nezamyslice | neslouží se pravidelně | neslouží se pravidelně | hřbitovní kaple |